# Åklagarens vittne (TV-film)
För andra betydelser, se Åklagarens vittne (olika betydelser).
Åklagarens vittne (engelska: Witness for the Prosecution) är en amerikansk dramafilm från 1982 baserad på Agatha Christies novell från 1925 och pjäs från 1953, och även en nyinspelning av Billy Wilders film Åklagarens vittne (1957).

## Historia

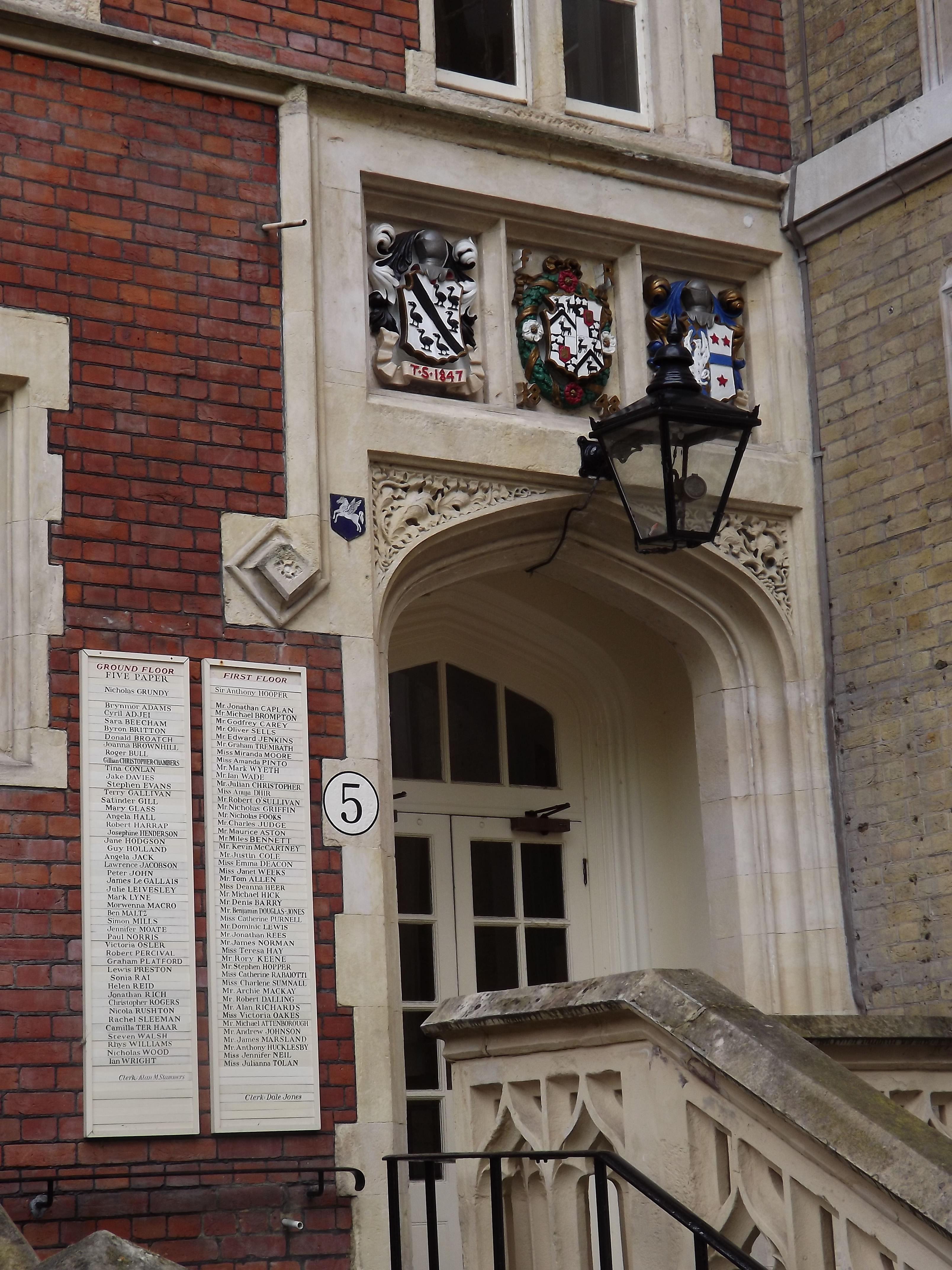
5 Paper Buildings, Inner Temple, London fungerade även som Sir Wilfreds kontor

Efter framgången med filmen Åklagarens vittne 1957 och den ännu större framgången med pjäsen Åklagarens vittne från 1953, var det oundvikligt att ytterligare bearbetningar skulle dyka upp, denna gång som TV-film. Författaren John Gay använde sig av både originalpjäsen och Billy Wilders manus till filmen, vilket innebar att TV-filmen innehåll i stort sett samtliga falska ledtrådar och överraskande vändningar från de båda verken. John Gay skrev också TV-pjäser för Lux Video Theatre, en TV-antologiserie. Lux Video Theatre producerade också en adaption av Åklagarens vittne 1953 (fyra år före Wilders version).
I rollistan återfinns många veteraner och välkända skådespelare som Ralph Richardson, Deborah Kerr, Diana Rigg, Donald Pleasence, Wendy Hiller, Peter Sallis och Beau Bridges. Till skillnad från den ursprungliga Billy Wilder-filmen är TV-versionen mer trogen Christies ursprungliga novell, inklusive scenen där Sir Wilfred möter den ärrade cockneykvinnan i en lägenhet i ett sjaskigt område i London (istället för på järnvägsstationen som i Wilders version). I stället för att inledas med att Sir Wilfrid (omdöpt till "Sir Wilfred") återvänder hem, har denna version en inledande prolog där Janet Mackenzie återvänder till sin arbetsgivares hus, där hon ser mrs French skratta och dricka med någon, går upp på övervåningen, hör ljud från nedervåningen och upptäcker i chock mrs Frenchs kropp
Detta var Ralph Richardsons sista framträdande i TV-filmer, medan det också var Kerrs amerikanska TV-debut. Alan Gibson, filmens regissör, regisserade även The Satanic Rites of Dracula, där Richard Vernon, som spelar rollen som Brogan-Moore i Åklagarens vittne, hade en mindre roll.
Diana Rigg spelade samma år Arlena Marshall i Agatha Christie-filmen Mord på ljusa dagen. Wendy Hiller hade spelat storfurstinnan Dragomiff i Mordet på Orientexpressen 1974. Donald Pleasence förekom både i Så var det ingen kvar och i ett avsnitt av BBC:s TV-serie Agatha Christies Miss Marple, båda från 1989.

## Handling
Advokaten Sir Wilfrid Robarts, som återhämtar sig från en hjärtattack, går med på att försvara Leonard Vole trots invändningar från Robarts privata sjuksköterska miss Plimsoll, eftersom Sir Wilfrids läkare har varnat honom för att ta sig an några brottmål. Vole anklagas för att ha mördat Emily French, en förmögen, barnlös änka som hade blivit förälskad i honom och hade angett honom som den huvudsakliga förmånstagaren i sitt testamente. Starka indicier pekar på att Vole är mördaren, men Sir Wilfrid tror att Vole är oskyldig.
När Sir Wilfrid talar med Voles tyska hustru Christine finner han henne ganska kall och behärskad, men hon ger ett alibi, även om det inte är helt övertygande. Han blir mycket förvånad när hon under rättegången kallas som vittne av åklagaren. En hustru kan inte tvingas att vittna mot sin man, men Christine var fortfarande gift med Otto Helm, en tysk man som nu bodde i Östtyskland i den ryska zonen, när hon gifte sig med Vole (som var i Royal Air Force och en del av ockupationsstyrkorna i Tyskland och hade gift sig med henne för att hjälpa henne att fly från Tyskland). Hon vittnar om att Vole privat erkände för henne att han hade dödat mrs French och hennes samvete tvingade henne att äntligen säga sanningen. Under rättegången i Old Bailey kontaktas Sir Wilfrid av en mystisk kvinna som mot betalning förser honom med brev skrivna av Christine till en mystisk älskare vid namn Max. Handstilen är äkta och kvinnan har en legitim anledning till att lämna ut breven: hennes ansikte har blivit ärrat och sönderskuret, förmodligen av Max. Breven innehåller en redogörelse för Max och Christines plan att döda Leonard, vilket övertygar juryn om att Christine medvetet hade begått mened. Leonard frikänns till publikens stora förtjusning.
Sir Wilfrid är dock bekymrad över domen. Det visar sig att han har rätt när Christine, som förts in i rättssalen för att sätta sig i säkerhet efter att ha blivit överfallen av folkmassan för sitt uppförande, berättar för honom att han hade hjälp med att vinna målet. Sir Wilfrid hade sagt till Christine före rättegången att juryn inte skulle tro på något alibi från en kärleksfull hustru, så hon spelade en hatisk, dubbelspelande hustru och vittnade mot sin make och förfalskade sedan breven till den icke-existerande Max och antog en förklädnad för att spela den mystiska kvinnan som bidrog med breven. Hon misskrediterade sitt eget vittnesmål vilket ledde till frikännandet. Hon erkänner att hon räddade Leonard, trots att hon visste att han var skyldig, eftersom hon älskar honom. Hon accepterar att hon kan komma att dömas för mened.
Leonard, som har hört Christines erkännande, bekräftar glatt att han verkligen dödade mrs French. Sir Wilfrid är rasande men hjälplös när det gäller att stoppa Leonard på grund av dubbelbestraffningslagar (som sedan dess upphävts i Storbritannien) som skulle förhindra en ny rättegång. Christine blir chockad när hon upptäcker att Leonard har haft en affär med en yngre kvinna som han planerar att överge Christine för, och känner att han och Christine nu är det även för att de har räddat varandras liv. Christine tar ilsket en kniv och dödar Leonard. Efter att hon arresterats av polisen förklarar Sir Wilfrid, påhejad av miss Plimsoll, att han kommer att ta sig an Christines försvar.

## Rollistan
- Ralph Richardson som Sir Wilfred Robarts QC
- Deborah Kerr som Miss Plimsoll, Sir Wilfreds sköterska
- Diana Rigg som Christine Heilger/Vole
- Beau Bridges som Leonard Vole
- Donald Pleasence som Myers QC, åklagare
- Wendy Hiller som Janet Mackenzie, Emily Frenchs hushållerska
- David Langton som Mayhew, Voles advokat
- Richard Vernon som Brogan-Moore, Sir Wilfreds kollega
- Peter Sallis som butlern Carter
- Michael Gough som domaren
- Frank Mills som kommissarie Hearne
- Primi Townsend som Diana
- Patricia Leslie som Emily French (i tillbakablickar)